# Chiesa di Santa Lucia (Licodia Eubea)
La chiesa parrocchiale di Santa Lucia si trova a Licodia Eubea nell'antichissimo quartiere borgo che si stringe attorno ai piedi del castello Santapau. La chiesa viene comunemente chiamata dal popolo licodiano a chiesa o buriu
cioè la chiesa al borgo.

## Storia
Il tempio si presenta ad una sola navata e risulta uno degli edifici, ancora esistenti e funzionanti, più antichi del territorio. Il prospetto della chiesa è molto semplice e provvisto di una possente gradinata che dà sul lato destro. La chiesa, infatti, risale al 1300 all'incirca, e resistette al terremoto del 1693. Già in passato sullo stesso luogo, sorgeva una chiesa dedicata a San Giovanni e San Nicola, poi cambiata nell'attuale e dedicata alla martire di Siracusa. La chiesa di Santa Lucia, nel corso dei secoli, ha subito vari cambiamenti. Nel 1947, infatti, la chiesa venne eretta parrocchia e in corrispondenza di tale evento fu costruita l'attuale torre campanaria in mattoni rossi, posta sul lato sinistro del tempio. Il campanile è sormontato da un'alta guglia a piramide. In passato accanto alla chiesa, sorgeva un altro campanile simile a quello della chiesa madre, ma nel 1947 venne, appunto, abbattuto e sostituito dall'attuale. Nel 1947 furono cambiate pure le pavimentazioni della chiesa, con le attuali piastrelle in scaglia di marmo. All'interno la chiesa, ospita la statua di Santa Lucia, portata in processione il 13 dicembre, e un simulacro in legno dorato di una Madonna su un trono insieme a San Giovannino e Gesù bambino. Inoltre sono presenti altre statue, tra cui una di san Nicola, vecchio patrono della chiesa, e il complesso statuario in legno del Cristo che porta la croce e il Circello, in licodiano Ciurciddu. Questo complesso statuario assume molta importanza per il Venerdì Santo di Licodia.

## Feste
- 13 dicembre: Santa Lucia V.M (titolare della chiesa).
- 2 luglio: Madonna delle Grazie.